# Diglossa
Diglossa (berghoningkruipers) is een geslacht van zangvogels uit de familie Thraupidae.

## Soorten
Het geslacht kent de volgende soorten:
- Diglossa albilatera  – Witflankberghoningkruiper
- Diglossa baritula  – Mexicaanse berghoningkruiper
- Diglossa brunneiventris  – Zwartkeelberghoningkruiper
- Diglossa caerulescens  – Grijsblauwe berghoningkruiper
- Diglossa carbonaria  – Grijsbuikberghoningkruiper
- Diglossa cyanea  – Maskerberghoningkruiper
- Diglossa duidae  – Schubborstberghoningkruiper
- Diglossa glauca  – Goudoogberghoningkruiper
- Diglossa gloriosa  – Méridaberghoningkruiper
- Diglossa gloriosissima  – Roestbuikberghoningkruiper
- Diglossa humeralis  – Zwarte berghoningkruiper
- Diglossa indigotica  – Indigoberghoningkruiper
- Diglossa lafresnayii  – Glansberghoningkruiper
- Diglossa major  – Grote berghoningkruiper
- Diglossa mystacalis  – Witbaardberghoningkruiper
- Diglossa plumbea  – Leigrijze berghoningkruiper
- Diglossa sittoides  – Kleverberghoningkruiper
- Diglossa venezuelensis  – Rouwberghoningkruiper